# Горибор
Горибор је српски музички састав из Бора, основан 1988. године. Критичари музику састава упоређују с групом Џој дивижн а подсећа и на домаће групе Дисциплина кичме и Екатарина Велика.

## Чланови

### Садашњи
- Александар Стојковић Ст — вокал
- Мирослав Ужаревић Ужа — бас гитара
- Жељко Љубић Пити — гитара
- Дарко Урошевић [а] — бубањ

### Бивши
- Душко Спасојевић — бас гитара
- Горан Љубић Гогер — бубањ
- Марко Кварантото — бубањ
- Милош Војводић [б] — бубањ
- Предраг Марковић — гитара
- Ален Илијић
- Милан Стошић
- Предраг Трајковић

После наступа у београдској Барутани 01.08.2014. године, бенд Горибор је на кратко престао са радом. Александар Стојковић Ст данас живи и ствара у Пули.

## Дискографија
Горибор је до сада издао два студијска албума и пет демо албума. Демо албуме, као и лајв албум, издала је загребачка издавачка кућа „Слушај најгласније“, а дебитантски албум Горибор из 2007. као и сингл „Сјајне нити“, издавачка кућа „Дансинг бер“, такође из Загреба. Једино издање бенда издато и у Србији јесте последњи албум, Ево је бања, за издавачку кућу Аутоматик.

### Студијски албуми
- Горибор (2007)
- Ево је бања (2012)

### Званични демо албуми
- Стари радови (1996/1997)
- Круг у очима (1997/1999)
- Оно што те не убије, то те осакати (2003/2004)
- Хоћу кући (2005)
- Стондом до Токија (2006)

### Концертни албуми
- Уживо (2003)
- Уживо у КСЕТ-у (2006)

Горибор је 2013. године радио на објављивању још једног концертног албума.